# 아시즈 우즈히코
아시즈 우즈히코(일본어: 葦津珍彦, 1909년 7월 17일 ~ 1992년 6월 10일)는 일본의 신도가(神道家), 보수계열 사상가이다. 아시즈 고지로(葦津耕次郎)의 아들.